# بوتش مور
بوتش مور (بالإنجليزية: Butch Moore)‏ هو مغني أيرلندي، ولد في 10 يناير 1938 في دبلن في جمهورية أيرلندا، وتوفي في 3 أبريل 2001 بسبب نوبة قلبية.

## وصلات خارجية
- بوتش مور على موقع IMDb (الإنجليزية)
- بوتش مور على موقع ميوزك برينز (الإنجليزية)
- بوتش مور على موقع أول ميوزيك (الإنجليزية)
- بوتش مور على موقع ديسكوغز (الإنجليزية)